# Volksbank Delbrück-Rietberg
Die Volksbank Delbrück-Rietberg eG ist eine Genossenschaftsbank mit Sitz in Delbrück im Kreis Paderborn in Nordrhein-Westfalen.

## Geschichte
Die Volksbank Rietberg eG wurde 1884 gegründet. Im Jahr 2023 fusionierten die Volksbank Rietberg eG und die Volksbank Delbrück-Hövelhof eG zur Volksbank Delbrück-Rietberg eG.

## Sicherungseinrichtung
Die Volksbank Delbrück-Rietberg eG ist der amtlich anerkannten BVR Institutssicherung GmbH und der zusätzlichen freiwilligen Sicherungseinrichtung des Bundesverbandes der Deutschen Volksbanken und Raiffeisenbanken e. V. angeschlossen.